# .nato
.nato fue un dominio de nivel superior de Internet. El TLD nato fue adicionado a finales de la década de los 80 por el Centro de Información sobre la Red (conocido en inglés como NIC, Network Information Centre) para el uso de la OTAN (NATO en inglés), que consideró que ninguno de los TLDs existentes por entonces reflejaba adecuadamente su situación de organización internacional. Poco después de esta adición, sin embargo, el Centro de información sobre la Red creó el TLD .int para el uso de organizaciones internacionales, y convenció a la OTAN a usar nato.int en su lugar. Sin embargo, el TLD NATO, aunque ya no es utilizado, no fue eliminado hasta julio de 1996.
- Datos: Q753137